# The Magnificent Moodies
The Magnificent Moodies je první studiové album anglické skupiny The Moody Blues. Vydáno bylo v červenci roku 1965 společností Decca Records a jeho producenty byli Denny Cordell a Alex Murray. Nedlouho po britském vydání vyšlo s pozměněným seznamem skladeb a pod jiným názvem (Go Now: The Moody Blues #1) také v USA (vydavatelství London Records).

## Seznam skladeb
1. „I'll Go Crazy“ – 2:13
2. „Something You Got“ – 2:49
3. „Go Now“ – 3:14
4. „Can't Nobody Love You“ – 4:06
5. „I Don't Mind“ – 3:26
6. „I've Got a Dream“ – 2:50
7. „Let Me Go“ – 3:14
8. „Stop“ – 2:05
9. „Thank You Baby“ – 2:30
10. „It Ain't Necessarily So“ – 3:21
11. „True Story“ – 1:46
12. „Bye Bye Bird“ – 2:49

## Obsazení
- Denny Laine – kytara, harmonika, zpěv
- Mike Pinder – klavír, varhany, zpěv
- Clint Warwick – baskytara, zpěv
- Ray Thomas – perkuse, flétna, harmonika, zpěv
- Graeme Edge – bicí, perkuse, zpěv
- Elaine Caswell – perkuse